# Qaqortoq
Qaqortoq (dánul: Julianehåb) település Grönland déli részén. Közigazgatásilag Kujalleq községhez tartozik. 3050 fős népességével az ország negyedik legnépesebb települése. 1774-ben alapította Anders Olsen norvég kereskedő.

## Történet
Qaqortoq területét az őskor óta lakják.

### Saqqaq-kultúra
A legkorábbi bizonyíték az emberi jelenlétre 4300 éves, ami a Saqqaq-kultúrához köthető.

### Dorset-kultúra
A Dorset-kultúra 2800 éve jelent meg a térségben. Számos tőzegből épített hajlék bizonyítja a Dorset-kultúra jelenlétét.

### A gyarmati időszaktól máig
A térséget a Dánia-Norvégiai kereskedő, Anders Olsen alapította, 1774-ben. A várost Julianehaab-nak nevezték el, Juliane Marie dán királynő után. Néha helytelenül Julianshaab-nak tüntetik fel a város nevét. A város a legnagyobb központja lett a fókakereskedelemnek, mára a Great Greenland tímárműhely maradt hátra ebből a korszakból.
2008. december 31-ig Qaqortoq község központja volt. 2009. január 1-től a legnagyobb települése, és közigazgatási központja egész Kujalleq községnek, amely három község (Qaqortoq, Narsaq, Nanortalik) egyesülésével keletkezett.

## Látványosságok

### Történelmi épületek
A Qaqortoq Múzeum eredetileg a város kovácsának a boltja volt. Az épületet 1804-ben építették. A legrégebbi épület egy kikötő, melyet 1797-ben építettek. A kikötőt Andreas Kirkerup dán építész tervezte, Dániában megépítették, majd onnan darabokban szállították Qaqortoq-ba.

### A szökőkút
A város ad otthont Grönland legöregebb szökőkútjának, a Mindebrøndennek. 1932-től a sisimiuti szökőkút megépítéséig ez volt az egyedüli szökőkút az országban. Három bálnát ábrázol, amint az orrnyílásukon keresztül vizet lövellnek ki .

## Közlekedés

### Vízi
Qaqortoqban található az Arctic Umiaq nevű kompnak a kikötője .

## Népesség
2013-ban 3229 lakóval, Qaqortoq a legnagyobb város a Kujalleq községben. A népesség szinte változatlan 1995 óta. A nemek közötti eloszlás egyenletes az őslakosok között, viszont a bevándorlók közül 5-ből 3 férfi. 2011-ben a lakosság 10%-a nem Grönlandi születésű, amely csökkenést mutat az 1991-es 20%-hoz képest, de gyenge növekedést a 2001-es 9%-kal szemben.

## Éghajlat
Qaqortoq-ra hideg, havas telek és hűvös nyarak jellemzőek.
| Hónap                                   | Jan.  | Feb.  | Már.  | Ápr.  | Máj.  | Jún. | Júl. | Aug. | Szep. | Okt.  | Nov.  | Dec.  | Év    |
| --------------------------------------- | ----- | ----- | ----- | ----- | ----- | ---- | ---- | ---- | ----- | ----- | ----- | ----- | ----- |
| Rekord max. hőmérséklet (°C)            | 12,3  | 11,5  | 10,8  | 14,0  | 20,4  | 20,0 | 20,4 | 22,0 | 18,0  | 16,6  | 13,7  | 12,0  | 22,0  |
| Átlagos max. hőmérséklet (°C)           | −2,2  | −1,7  | −1,0  | 2,8   | 6,9   | 9,2  | 11,1 | 11,0 | 8,0   | 3,9   | 0,8   | −1,4  | 4,0   |
| Átlagos min. hőmérséklet (°C)           | −9,2  | −8,8  | −8,4  | −4,4  | −0,4  | 1,3  | 3,3  | 3,7  | 1,9   | −1,7  | −5,0  | −7,8  | −2,9  |
| Rekord min. hőmérséklet (°C)            | −30,0 | −25,2 | −26,0 | −16,4 | −12,8 | −6,0 | −2,4 | −3,4 | −8,5  | −11,0 | −18,0 | −21,6 | −30,0 |
| Átl. csapadékmennyiség (mm)             | 57    | 51    | 57    | 56    | 56    | 75   | 97   | 93   | 92    | 72    | 78    | 73    | 857   |
| Forrás: Danish Meteorological Institute |       |       |       |       |       |      |      |      |       |       |       |       |       |

## Sport
2010. szeptember 14-én Joseph Blatter, a FIFA elnöke adta át a településen Grönland első műfüves labdarúgópályáját.

## Testvérvárosok
Qaqortoq testvérvárosa:
- Aarhus, Denmark

## Fordítás
- Ez a szócikk részben vagy egészben a Qaqortoq című angol Wikipédia-szócikk ezen változatának fordításán alapul.  Az eredeti cikk szerkesztőit annak laptörténete sorolja fel. Ez a jelzés csupán a megfogalmazás eredetét és a szerzői jogokat jelzi, nem szolgál a cikkben szereplő információk forrásmegjelöléseként.